# Klösterl Walchensee

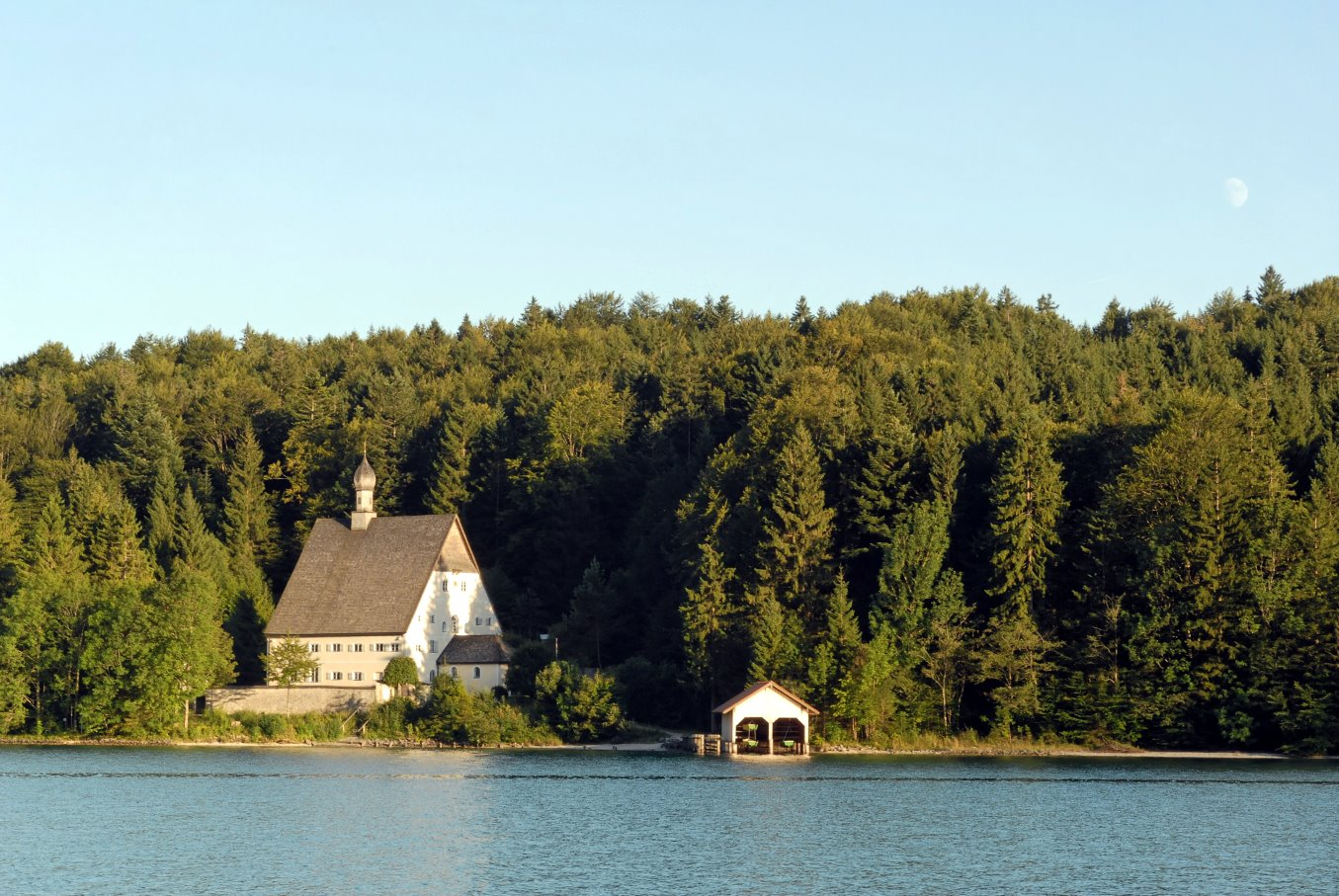
Klösterl Walchensee

Das Klösterl Walchensee ist ein Jugendgästehaus des Bistums Augsburg auf der Halbinsel Zwergern in Oberbayern. Es besteht in einem ehemaligen Kloster der Hieronymus-Eremiten aus dem 17. und 18. Jahrhundert. Seine Kapelle kann während des Sommers an Sonntagen besichtigt werden.

## Beschreibung

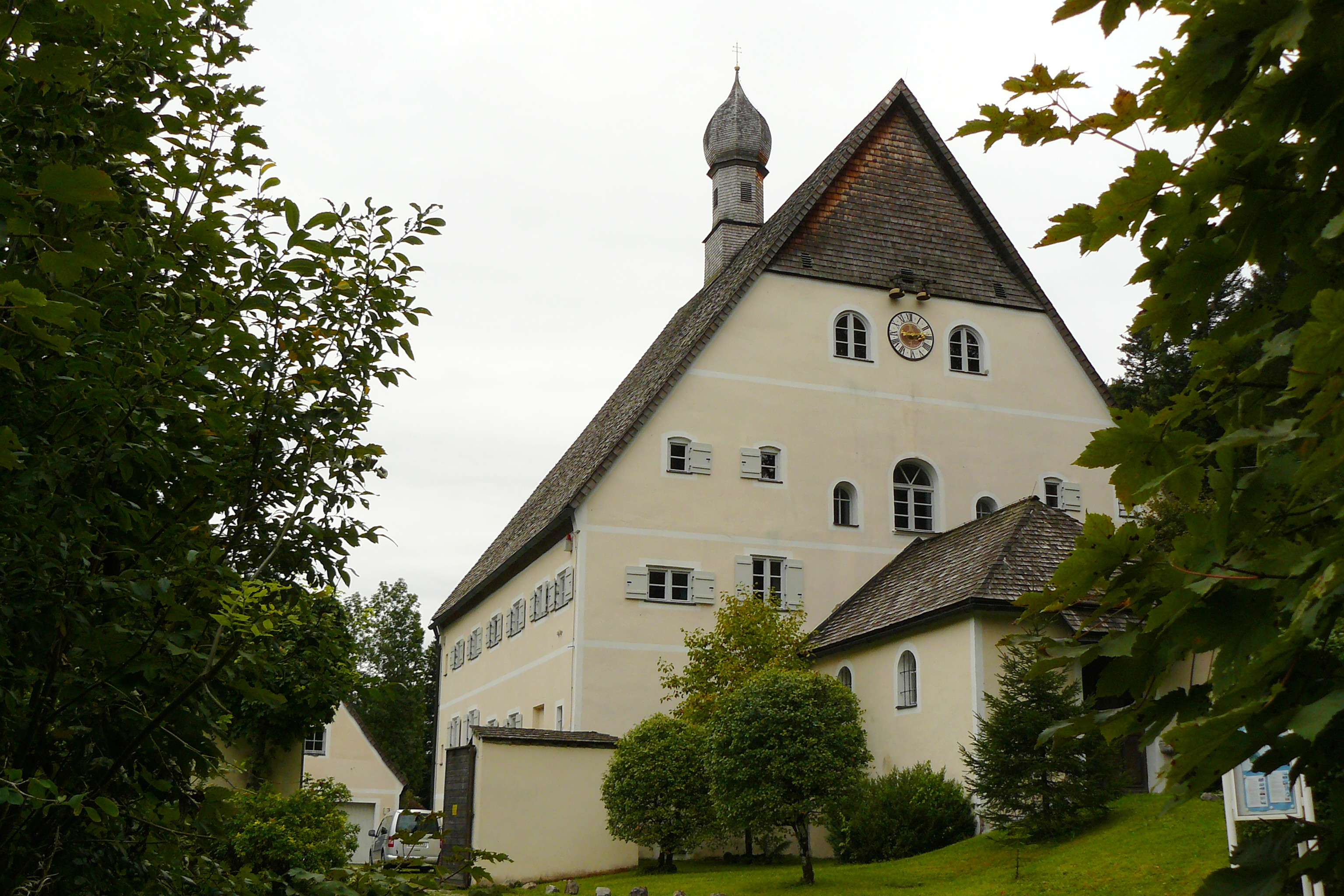
Westansicht

Das Klösterl liegt auf der Halbinsel Zwergern, im Außenbereich der Walchenseer Bucht,  am  Westufer des Walchensees, rund 330 Meter gegenüber dem Dorf Walchensee. (Es gab auch der kleineren Klösterl-Halbinsel an der westlichen Spitze der Halbinsel seinen Namen.)
Das zweigeschossige Gebäude hat ein schiefergedecktes Satteldach mit einem hölzernen Dachreiter und mit abschließender Zwiebelhaube.
Die barocke Kapelle St. Anna hat  einen barocken Hochaltar von Cosmas Damian Asam aus dem Jahr 1728.
Im Inneren finden sich Rankenstuck am Gewölbe und an der Decke. Die Kapelle kann im Sommer an Sonntagen besichtigt werden.

## Geschichte

### Hieronymus-Eremiten-Kloster 1688–1725
1688 gründete Wolfgang Holzer (Frater Onuphrius) aus Warngau eine Niederlassung der Eremiten des heiligen Hieronymus aus Italien. Er konnte dafür die bayerische Kurfürstin Maria Antonia von Österreich, die Tochter Kaiser Leopolds I., als Unterstützerin gewinnen. Diese veranlasste 1686 den Bau einer Kapelle und eines Wohnhauses mit Unterkünften für die Mönche auf dem Gelände des Augustiner-Chorherren-Stifts Schlehdorf.
Im September 1689 wurde die Klosterkapelle St. Anna fertiggestellt.
Diese Gründung stieß beim benachbarten Kloster Benediktbeuern auf wenig Gegenliebe, denn das Schlehdorfer Gebiet gehörte zu dessen wirtschaftlichen Einflussbereich , doch der Beuerner Abt Placidus beugte sich − wenn auch widerwillig − dem Wunsch der Kurfürstin.
Danach kam es immer wieder zu Auseinandersetzungen mit den dortigen Abt. Man stritt um Jagd- und Fischrechte, und der Gastwirt des Beuerner Klosters klagte über hohe Umsatzrückgänge, weil die Hieronymiten ihr eigenes Bier brauten und ihm so die Kundschaft wegnahmen. Außerdem hatte das Kloster mehr Mönche aufgenommen, als es gedurft hätte.
Der andauernde Streit führte letztendlich dazu, dass das Hieronymitenkloster 1725 aufgelöst wurde und seine Mönche nach St. Anna im Lehel in München übersiedelten.

### Kloster Benediktbeuern 1725–1802
Das Gelände kam in den Besitz des Benediktinerklosters Benediktbeuerns. Dieses ließ die Kapelle von Johann Michael Fischer bis 1728 im Stil des Barock umbauen und erweitern und nutzte sie anschließend als Filialkirche. Das bisherige Klostergebäude wurde zum Gästehaus.

### Wohnhaus 1803–1968

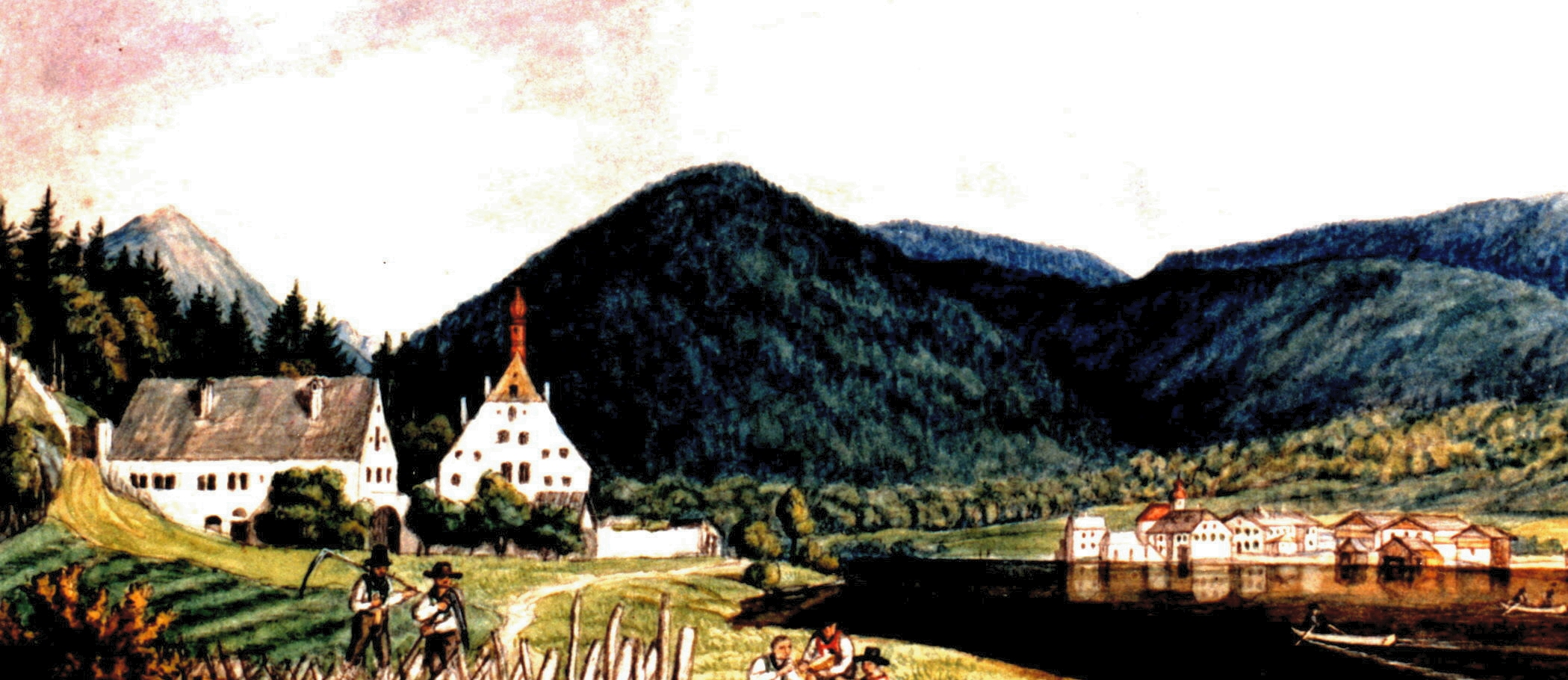
Der Walchensee mit dem Klösterl um 1820

Mit der Säkularisation kam das Klösterl 1803 an den bayerischen Staat und wurde seitdem als Wohnung des Pfarrers von Walchensee genutzt. Erster Pfarrer war der letzte Prior Benediktbeuerns, der als Lehrer auch die im Klösterl eingerichtete Schule betreute.
Ab 1968 war das Gebäude zehn Jahre lang unbewohnt und wurde nicht mehr genutzt. In dieser Zeit wurde dort mehrmals eingebrochen und die wertvolle Inneneinrichtung stark beschädigt oder gestohlen.

### Jugendbildungshaus seit 1988
Ende der 1970er Jahre erwarb das Bistum Augsburg die kleine Anlage und ließ sie von 1981 bis 1988 grundlegend restaurieren. Seit Abschluss der umfangreichen Arbeiten wird es von der Diözese als Jugendbildungshaus genutzt.